# The Doll Family
The Doll Family, también conocido como The Dancing Dolls (Los muñecos bailarines), fue un cuarteto formado por cuatro hermanos estadounidenses de origen alemán con enanismo, muy popular en circos y en otros espectáculos en los Estados Unidos desde la década de 1910 hasta mitad de los 50, cuando se retiraron. Aparecieron también en diferentes películas.

## Miembros
- Gracie Doll Earles

Originalmente, Frieda A. Schneider, 22 de marzo de 1899-8 de noviembre de 1970
- Harry Doll Earles

Originalmente, Kurt Fritz Schneider, 3 de abril de 1902-4 de mayo de 1985
- Daisy Doll Earles

Originalmente, Hilda Emma Schneider y también conocida como la Mae West enana, 29 de abril de 1907-15 de marzo de 1980
- Tiny Doll

Originalmente, Elly Annie Schneider y también conocida como Tiny Earles, 23 de julio de 1914-6 de septiembre de 2004

## Biografía
The Doll Family estaba formado por cuatro de los siete hijos de Emma y Gustav Schneider, nacidos en Stolpen (Alemania). Sus otros tres hijos no padecían enanismo. Harry y Grace fueron los primeros del cuarteto en participar en actuaciones en barracas de feria como, por ejemplo, Hansel y Gretel. En 1914, el emprendedor estadounidense Bert W. Earles los vio y se los llevó de gira por Estados Unidos con el 101 Ranch Wild West Show. Los niños vivían en Pasadena (California) con la familia Earles. En 1922 y 1926, respectivamente, Earles trajo a Daisy y a Tiny a Estados Unidos para unirse al espectáculo de Harry y Grace.
En ese momento, The Doll Family se fueron de gira con el Ringling Brothers and Barnum & Bailey Circus, con quienes pasaron 30 años cantando, bailando y montando a caballo. Al poco tiempo, a Daisy le pusieron el mote de “La Mae West en miniatura” y se la presentaba así en muchas ocasiones. Durante esa época la familia adoptó el apellido de Earles pero, tras su muerte durante los años 30, decidieron llamarse The Doll Family.
Harry fue el primero en iniciarse en el mundo del cine con el director Tod Browning para la película The Unholy Three (1925), con Lon Chaney, como Tweedledee, un enano despiadado. En 1930 volvió a interpretar el mismo papel en la versión sonora de la película con Chaney, aunque en esa ocasión la dirección corrió por cuenta de Jack Conway. La familia empezó a aparecer junta en películas, prácticamente como artistas de circo, y también actuó en comedias con Laurel & Hardy. En 1932, Harry y Daisy tuvieron papeles protagonistas en la película de la Metro-Goldwyn-Mayer La parada de los monstruos (Freaks), mientras Tiny interpretaba un papel pequeño. De hecho, fue el propio Harry el que le enseñó a Browning la novela Spurs, de Tod Robbins, en la que se basa la película. Los cuatro hermanos participaron en El Mago de Oz (1939), interpretando a los habitantes de Munchkinland donde, además, Harry tuvo un pequeño papel como miembro de la Cofradía de la Piruleta que da la bienvenida a Dorothy cuando llega a Oz. Debido a sus numerosas apariciones cinematográficas, The Doll Family se autodenominaban Los enanos de las películas.
The Doll Family eran unos hermanos muy unidos que siempre vivieron, comieron y trabajaron juntos a excepción de un corto periodo, en 1942, en que Daisy estuvo casada con Louis E. Runyan, un hombre de estatura normal del que se divorció un año después. Las oportunidades de la familia como actores siempre fueron limitadas y dejaron de salir en películas al poco tiempo. Sin embargo, a Daisy le ofrecieron un papel pequeño en El mayor espectáculo del mundo (1952). Regresaron al circo y se fueron de gira con el Circo Christiani tras la venta del Circo Ringling en 1956. Se retiraron dos años más tarde.
Sus décadas en el circo les proporcionaron un alto nivel de vida que les permitió comprarse una casa en Sarasota (Florida), donde vivieron los cuatro. La casa, que aparecía frecuentemente en las noticias, estaba amueblada con muebles de pequeño tamaño hechos a medida. Cerca de la casa, la familia construyó la Dolls’ House, una especie de museo que abrían al público. Los cuatro vivieron en esa casa hasta el día de su muerte. La última superviviente fue Tiny, que murió en 2004 tras una larga enfermedad y muchos años de soledad tras la muerte de Harry en 1985.